# 欧特伊 (塞纳省)
欧特伊（法語：Auteuil，法語發音：[otœj] ⓘ）是法国原塞纳省的一个旧市镇，是今巴黎同名街区欧特伊的前身。1859年，《巴黎边界扩大法令》颁布，市镇欧特伊被撤销，其东北部大部分领土划入巴黎，成为巴黎十六区的一部分，其余领土划入塞纳河畔布洛涅（今布洛涅-比扬古），次年生效。

## 地理
欧特伊（48°51'1.05"N, 2°16'10.07"E）位于今法国法蘭西島大區巴黎市第十六区及上塞纳省布洛涅-比扬古，原属于塞纳省。
与欧特伊接壤的市镇（或旧市镇、城区）包括：布洛涅-比扬古、帕西、格勒内勒、伊西萊穆利諾、默东。
欧特伊的时区为UTC+01:00、UTC+02:00（夏令时）。

## 人口
欧特伊于1856年时的人口数量为6270人。